# Sonique
Sonia Marina Clarke, művésznevén Sonique (London, 1965. június 21. –) Trinidad és Tobagó-i származású brit énekesnő, zenész és lemezlovas. Az 1990-es évek elején az S'Express discoegyüttes tagjaként tett szert ismertségre, majd a 2000-es évek elején szólóénekesként lett nemzetközileg is sikeres. Ebben az időszakban jelentek meg olyan, toplistás helyezést elérő slágerei, mint az It Feels So Good, a Sky, az I Put a Spell on You vagy a Can't Make Up My Mind. 2001-ben elnyerte a legjobb szóló énekesnőnek járó Brit Awards díjat.

## Diszkográfia

### Stúdióalbumok
- Hear My Cry (2000)
- Born to Be Free (2003)
- On Kosmo (2006)
- Sweet Vibrations (2011)